# Musaranya de peus negres
La musaranya de peus negres (Crocidura nigripes) és una espècie de musaranya endèmica d'Indonèsia.